# 高野颯太
高野颯太（日語：／たかの そうた，2005年7月28日—）是一名出生於日本島根縣出雲市的職業棒球選手，效力於日本職棒東京養樂多燕子，主要守備位置為內野手。

## 經歷
在2023年10月26日的選秀會上，被東京養樂多燕子選中，成為育成2位指名選手。在11月14日以支度金320萬日元、年薪280萬日元的條件達成了臨時合約。背號為026。

## 選手特點
擁有高中時期總計29支全壘打的強大長打能力，媒體稱之為「山陰的淺野(翔吾)」。 

## 個人情報

### 背號
- 026 （2024年-）

## 外部連結
- 高野颯太在日本職棒（英语）